# Derek James
Derek James (Durban, 28 september 1960) is een Zuid-Afrikaanse golfprofessional die actief was op de Southern Africa Tour, van 1984 tot 1997.

## Loopbaan
James begon zijn golfcarrière als een amateur. In 1984 werd hij een golfprofessional en ging hij aan de slag op de Southern Africa Tour (nu de Sunshine Tour). In 1991 behaalde James zijn eerste profzege door de Fish River Sun Challenge te winnen. Later voegde hij nog zes zeges op zijn erelijst, waaronder de Iscor Newcastle Classic, de Kalahari Classic en de Lombard Tyres Classic.

## Prestaties

### Amateur
- 1984: South African Amateur Strokeplay Championship

### Professional
Sunshine Tour
- 1991: Fish River Sun Challenge
- 1992: Iscor Newcastle Classic, Kalahari Classic, Mercedes Benz Golf Challenge
- 1993: Lombard Tyres Classic, Momentum Life Classic
- 1994: Sanlam Cancer Challenge

Overige
- 1994: Canadian Tournament Players' Championship
- 3 kleine toernooien in de Verenigde Staten

## Teams
Amateur
- Eisenhower Trophy: 1982